# Động cơ hơi nước

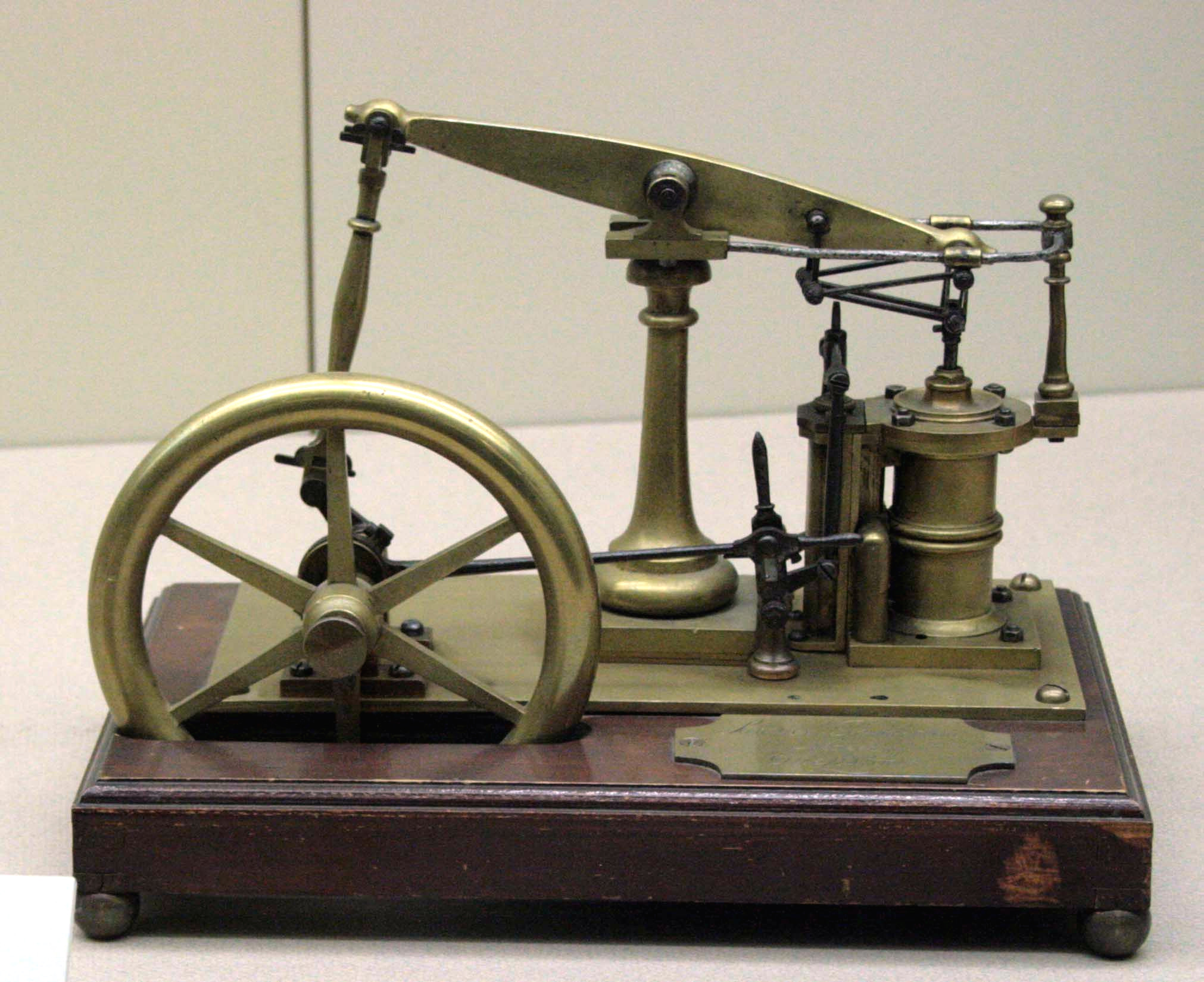
Một mô hình của một động cơ beam có liên kết song song của James Watt cho dẫn động kép.

Hình minh họa sự khác nhau giữa nguyên lý hoạt động của động cơ chân không và cao áp. Loại cao áp màu đỏ, loại thấp áp màu vàng và hơi ngưng tụ xanh. Động cơ chân không có một đầu để mở vào không gian. Piston của loại chân không quay về vị trí xuất phát (trên cùng) nhờ vào đối trọng; còn piston của loại cao áp trở về vị trí xuất phát (dưới cùng) nhờ vào đà quay (mô men động lượng).

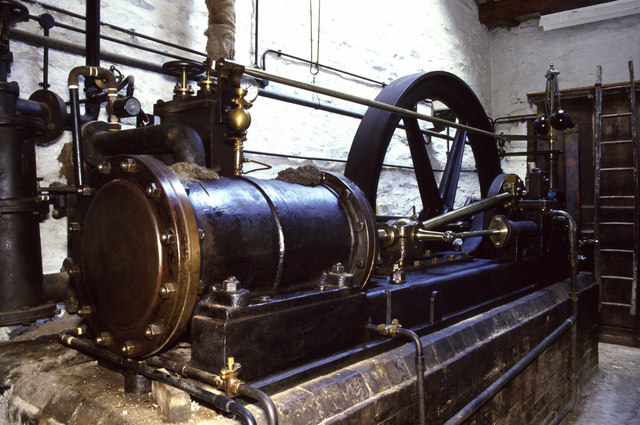
Một động cơ máy nghiền từ Stott Park Bobbin Mill, Cumbria, Anh

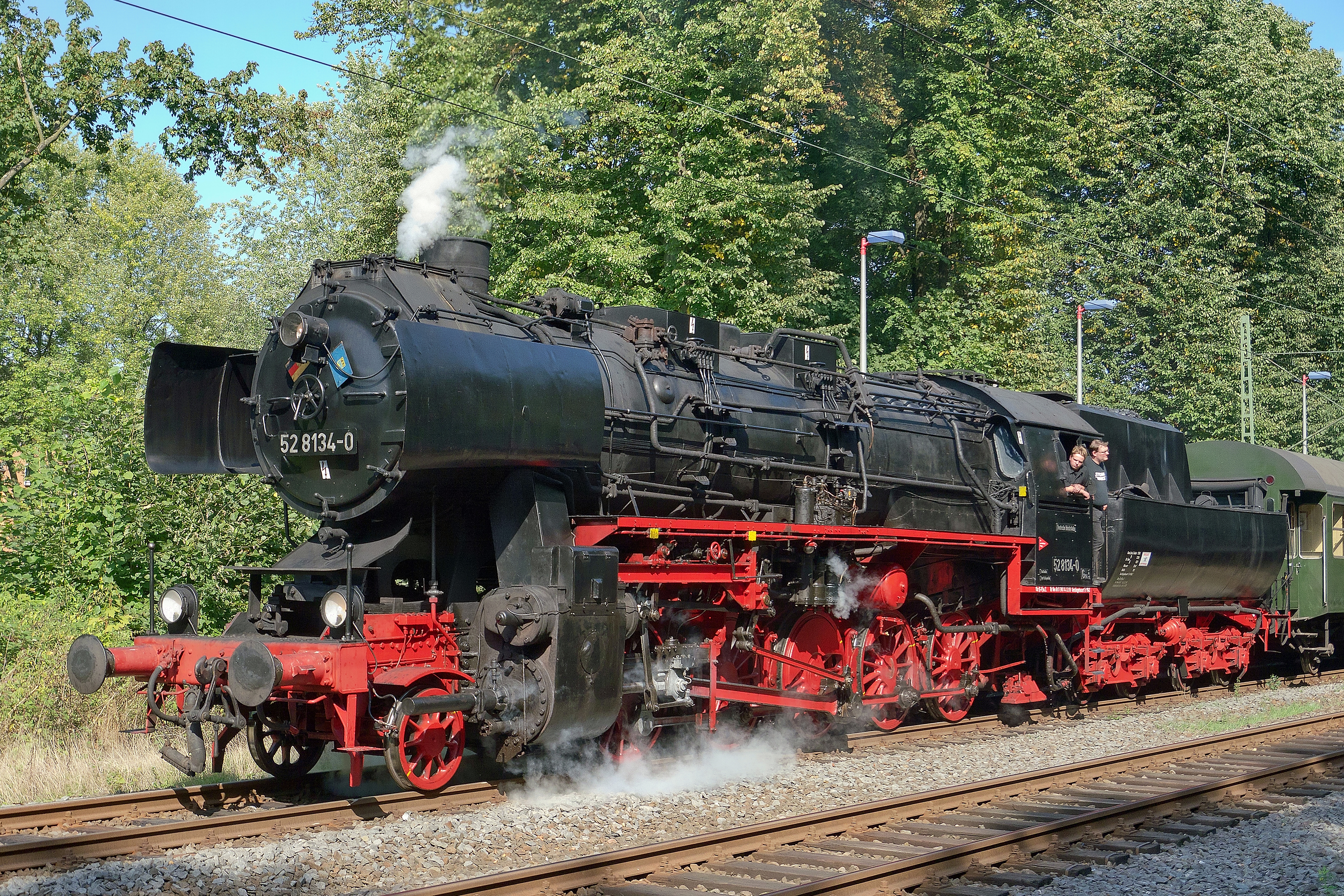
Một đầu máy hơi nước từ Đông Đức. Lớp động cơ này được chế tạo vào năm 1942-1950 và hoạt động cho đến năm 1988.

Động cơ hơi nước là động cơ nhiệt thực hiện công việc cơ học sử dụng hơi nước làm chất lỏng làm việc. Động cơ hơi nước sử dụng lực tạo ra bởi áp suất hơi để đẩy piston qua lại bên trong xi lanh. Lực đẩy này được biến đổi, bằng một thanh nối và bánh đà, thành lực quay để làm việc. Thuật ngữ "động cơ hơi nước" thường chỉ được áp dụng cho động cơ pittông như mô tả, không áp dụng cho tuabin hơi.
Động cơ hơi nước là động cơ đốt ngoài, trong đó chất lỏng làm việc được tách ra khỏi các sản phẩm đốt. Chu trình nhiệt động lý tưởng được sử dụng để phân tích quá trình này được gọi là chu trình Rankine.
Trong sử dụng chung, thuật ngữ động cơ hơi nước có thể đề cập đến các nhà máy hơi nước hoàn chỉnh (bao gồm cả nồi hơi, v.v.) như đầu máy hơi nước đường sắt và động cơ di động, hoặc có thể chỉ nói đến pít-tông hoặc máy tua-bin, như trong động cơ chùm và động cơ hơi nước đứng yên.
Các thiết bị chạy bằng hơi nước được biết đến sớm nhất là aeolipile trong thế kỷ thứ nhất sau Công nguyên, với một vài ứng dụng khác được ghi nhận vào thế kỷ 16 và 17. Bơm khử nước của Thomas Savery sử dụng áp suất hơi hoạt động trực tiếp trên mặt nước. Động cơ thành công về mặt thương mại đầu tiên có thể truyền năng lượng liên tục đến máy được phát triển vào năm 1712 bởi Thomas Newcomen. James Watt đã thực hiện một cải tiến quan trọng bằng cách loại bỏ hơi nước đã qua sử dụng sang một bình riêng để ngưng tụ, cải thiện đáng kể lượng công việc thu được trên mỗi đơn vị nhiên liệu tiêu thụ. Đến thế kỷ 19, động cơ hơi nước đứng yên cung cấp năng lượng cho các nhà máy của Cách mạng Công nghiệp. Động cơ hơi nước thay thế buồm cho tàu, và đầu máy hơi nước hoạt động trên đường sắt.
Các động cơ hơi nước đầu tiên được sử dụng như là bộ phận chuyển động sơ cấp của bơm, đầu máy tàu hỏa, tàu thủy hơi nước, máy cày, xe tải và các loại xe cơ giới chạy trên đường bộ khác và là nền tảng cơ bản nhất cho Cách mạng công nghiệp. Động cơ hơi nước kiểu pittông là nguồn năng lượng vượt trội cho đến đầu thế kỷ 20, khi những tiến bộ trong thiết kế động cơ điện và động cơ đốt trong dần dần dẫn đến việc thay thế động cơ hơi nước pittông (pittông) trong sử dụng thương mại. Tua bin hơi thay thế động cơ pittông trong sản xuất điện, do chi phí thấp hơn, tốc độ vận hành cao hơn và hiệu quả cao hơn.

## Lịch sử

### Các thí nghiệm ban đầu
"Động cơ" chạy bằng hơi nước thô sơ đầu tiên được ghi nhận là aeolipile được mô tả bởi Hero thành Alexandria, một nhà toán học và kỹ sư ở Ai Cập La Mã vào thế kỷ thứ nhất Công nguyên. Trong các thế kỷ tiếp theo, một số "động cơ" chạy bằng hơi nước được biết đến, như aeolipile, về cơ bản là các thiết bị thử nghiệm được các nhà phát minh sử dụng để chứng minh tính chất của hơi nước. Một thiết bị tuabin hơi thô sơ được mô tả bởi Taqi al-Din  ở Ottoman Ai Cập năm 1551 và bởi Giovanni Branca  ở Ý vào năm 1629. Jerónimo de Ayanz y Beaumont đã nhận được bằng sáng chế vào năm 1606 cho 50 phát minh chạy bằng hơi nước, bao gồm một máy bơm nước để thoát các mỏ ngập nước. Denis Papin, một người tị nạn Huguenot, đã thực hiện một số công việc hữu ích trên máy đào hơi nước vào năm 1679, và lần đầu tiên sử dụng một pít-tông để tăng trọng lượng vào năm 1690.

### Động cơ bơm
Thiết bị chạy bằng hơi nước thương mại đầu tiên là máy bơm nước, được phát triển vào năm 1698 bởi Thomas Savery. Nó đã sử dụng hơi nước ngưng tụ để tạo ra một khoảng chân không làm tăng nước từ bên dưới và sau đó sử dụng áp suất hơi để nâng cao hơn. Động cơ nhỏ có hiệu quả mặc dù mô hình lớn hơn có vấn đề. Chúng có chiều cao nâng hạn chế và dễ bị nổ nồi hơi. Động cơ của Savery đã được sử dụng trong các mỏ, trạm bơm và cung cấp nước cho các bánh xe nước chạy bằng máy dệt. Động cơ của Savery có chi phí thấp. Bento de Moura Portugal đã giới thiệu một cải tiến về sản phẩm của Savery "để làm cho nó có khả năng tự hoạt động", như được mô tả bởi John Smeaton trong các Giao dịch triết học được xuất bản năm 1751. Nó tiếp tục được sản xuất cho đến cuối thế kỷ 18. Một động cơ dạng này vẫn còn hoạt động vào năm 1820.

### Động cơ hơi nước piston

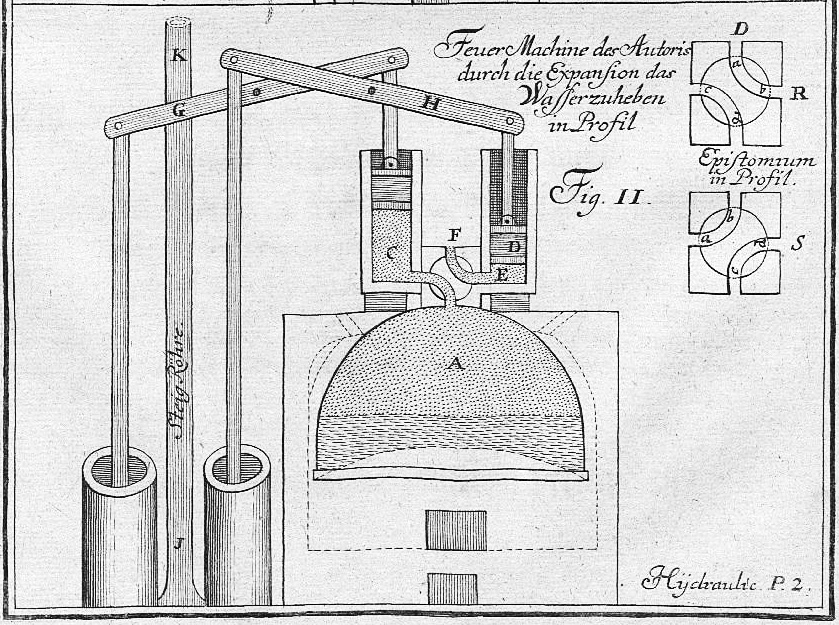
Động cơ hơi nước Jacob Leupold 1720

Động cơ thành công về mặt thương mại đầu tiên có thể truyền năng lượng liên tục đến máy là động cơ khí quyển, được phát minh bởi Thomas Newcomen vào khoảng năm 1712.  low   Nó đã cải tiến trên máy bơm hơi của Savery, sử dụng pít-tông như Papin đề xuất. Động cơ của Newcomen tương đối kém hiệu quả và chủ yếu được sử dụng để bơm nước. Nó hoạt động bằng cách tạo ra một phần chân không bằng cách ngưng tụ hơi nước dưới một pít-tông trong một xi-lanh. Nó được sử dụng để làm cạn kiệt các hoạt động của mỏ ở độ sâu cho đến nay không thể, và để cung cấp nước có thể tái sử dụng để lái các vòi nước tại các nhà máy nằm cách xa một "đầu" thích hợp. Nước chảy qua bánh xe được bơm lên một bể chứa phía trên bánh xe.  Năm 1780 James Pickard đã cấp bằng sáng chế cho việc sử dụng bánh đà và trục khuỷu để cung cấp chuyển động quay từ động cơ Newcomen cải tiến.
Năm 1720 Jacob Leupold đã mô tả một động cơ hơi nước áp suất cao hai xi-lanh. Phát minh này đã được xuất bản trong tác phẩm lớn của mình "Dramri Machinarum thủy lực". Động cơ đã sử dụng hai piston nặng để cung cấp chuyển động cho máy bơm nước. Mỗi pít-tông được nâng lên bằng áp suất hơi và trở về vị trí ban đầu bằng trọng lực. Hai piston chia sẻ một van xoay bốn chiều chung được kết nối trực tiếp với nồi hơi. 

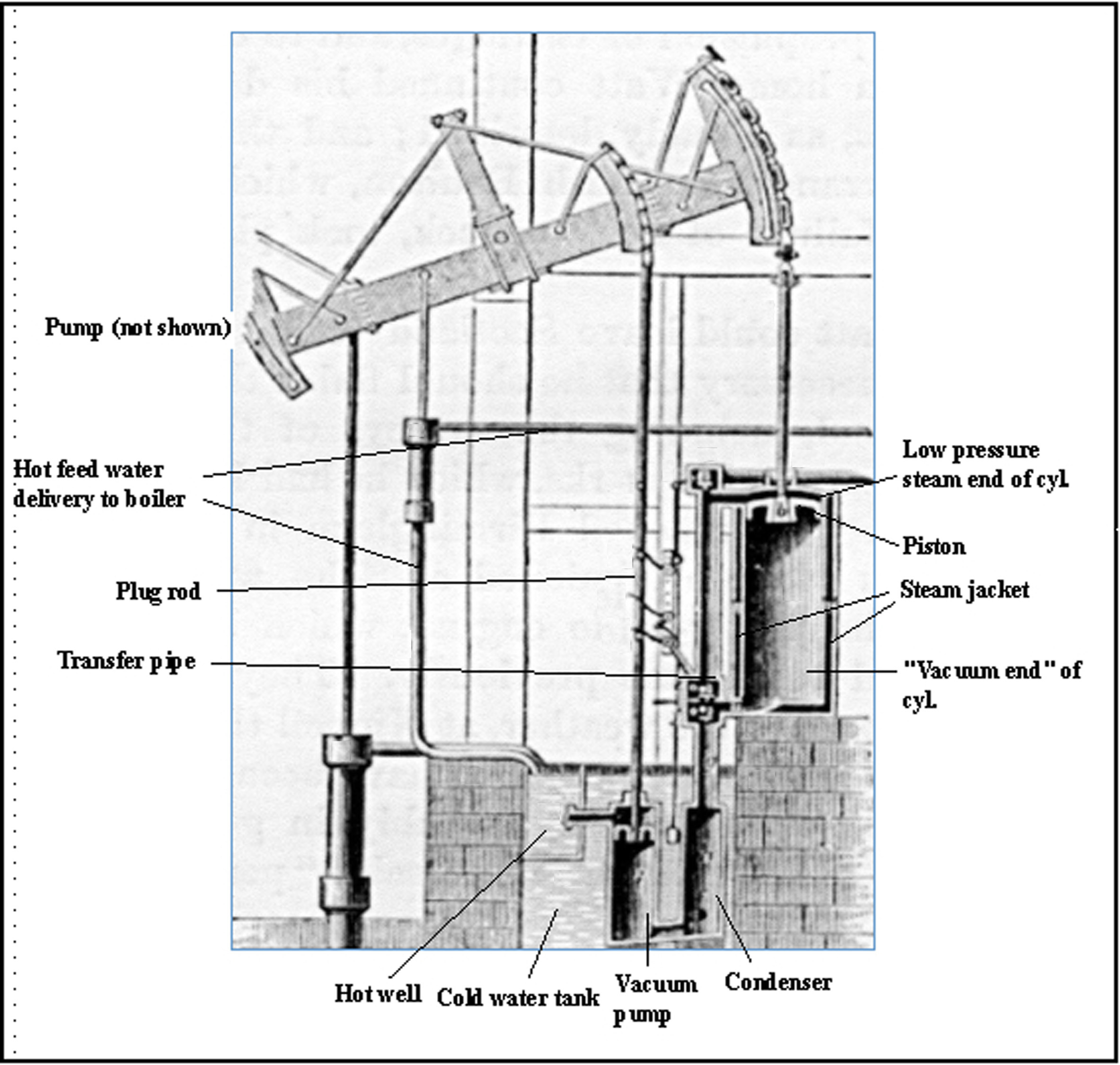
Động cơ bơm ban đầu của Watt

Bước quan trọng tiếp theo xảy ra khi James Watt phát triển (1763-1775) một phiên bản cải tiến của động cơ Newcomen, với một bộ ngưng tụ riêng. Các động cơ ban đầu của Boulton và Watt đã sử dụng một nửa lượng than so với phiên bản cải tiến của Newcomen của John Smeaton. Động cơ ban đầu của Newcomen và Watt là "khí quyển". Chúng được cung cấp năng lượng bằng áp suất không khí đẩy pít-tông vào chân không một phần được tạo ra bằng cách ngưng tụ hơi nước, thay vì áp suất của hơi nước giãn nở. Các xi lanh động cơ phải lớn vì lực duy nhất có thể sử dụng tác động lên chúng là áp suất khí quyển. 
Watt đã phát triển động cơ của mình hơn nữa, sửa đổi nó để cung cấp một chuyển động quay phù hợp với máy móc lái xe. Điều này cho phép các nhà máy được đặt cách xa các con sông và đẩy nhanh tiến độ của Cách mạng Công nghiệp.  

### Động cơ áp suất cao
Ý nghĩa của áp suất cao, cùng với giá trị thực tế trên môi trường xung quanh, phụ thuộc vào thời đại mà thuật ngữ này được sử dụng. Để sử dụng sớm thuật ngữ Van Reimsdijk  nghĩa là hơi nước ở áp suất đủ cao đến mức nó có thể bị cạn kiệt trong khí quyển mà không cần dựa vào chân không để cho phép nó thực hiện công việc hữu ích. Ewing 1894 tuyên bố rằng động cơ ngưng tụ của watt được biết đến vào thời điểm đó là áp suất thấp so với động cơ không ngưng tụ áp suất cao, cùng thời.
Bằng sáng chế của Watt đã ngăn cản những người khác chế tạo động cơ hỗn hợp và áp suất cao. Ngay sau khi bằng sáng chế của Watt hết hạn vào năm 1800, Richard Trevithick và, riêng rẽ, Oliver Evans vào năm 1801  đã giới thiệu các động cơ sử dụng hơi nước áp suất cao; Trevithick có được bằng sáng chế động cơ áp suất cao vào năm 1802, và Evans đã thực hiện một số mô hình làm việc trước đó. Chúng mạnh hơn nhiều đối với kích thước xi lanh nhất định so với các động cơ trước đó và có thể được chế tạo đủ nhỏ cho các ứng dụng vận chuyển. Sau đó, sự phát triển công nghệ và cải tiến trong kỹ thuật sản xuất (một phần do việc sử dụng động cơ hơi nước làm nguồn năng lượng) dẫn đến việc thiết kế các động cơ hiệu quả hơn có thể nhỏ hơn, nhanh hơn hoặc mạnh hơn, tùy thuộc vào ứng dụng dự định.
Động cơ Cornish được Trevithick và những người khác phát triển vào những năm 1810. Đó là một động cơ chu trình hỗn hợp sử dụng hơi nước áp suất cao một cách rộng rãi, sau đó ngưng tụ hơi áp suất thấp, làm cho nó tương đối hiệu quả. Động cơ Cornish có chuyển động và mô-men xoắn không đều trong chu kỳ, hạn chế việc sử dụng của nó chủ yếu chỉ để bơm. Động cơ Cornish được sử dụng trong các mỏ và để cung cấp nước cho đến cuối thế kỷ 19.

### Động cơ nằm ngang
Những người đầu tiên chế tạo động cơ hơi nước đứng yên cho rằng xi lanh nằm ngang sẽ bị hao mòn quá mức. Động cơ của họ do đó được bố trí với trục piston thẳng đứng. Theo thời gian, sự sắp xếp theo chiều ngang trở nên phổ biến hơn, cho phép các động cơ nhỏ gọn nhưng mạnh mẽ được trang bị trong các không gian nhỏ hơn.
Động cơ nằm ngang đầu tiên là động cơ hơi nước Corliss, được cấp bằng sáng chế vào năm 1849, là động cơ dòng chảy bốn van với cửa nạp hơi và van xả riêng biệt và tự động ngắt hơi. Khi Corliss được trao Huân chương Rumford, ủy ban đã nói rằng "không ai phát minh từ thời của Watt đã tăng cường hiệu quả của động cơ hơi nước nhiều như thế". Ngoài việc sử dụng hơi nước ít hơn 30%, nó cung cấp tốc độ đồng đều hơn do cắt hơi nước thay đổi, làm cho nó phù hợp với sản xuất, đặc biệt là kéo sợi bông. 

### Phương tiện giao thông đường bộ

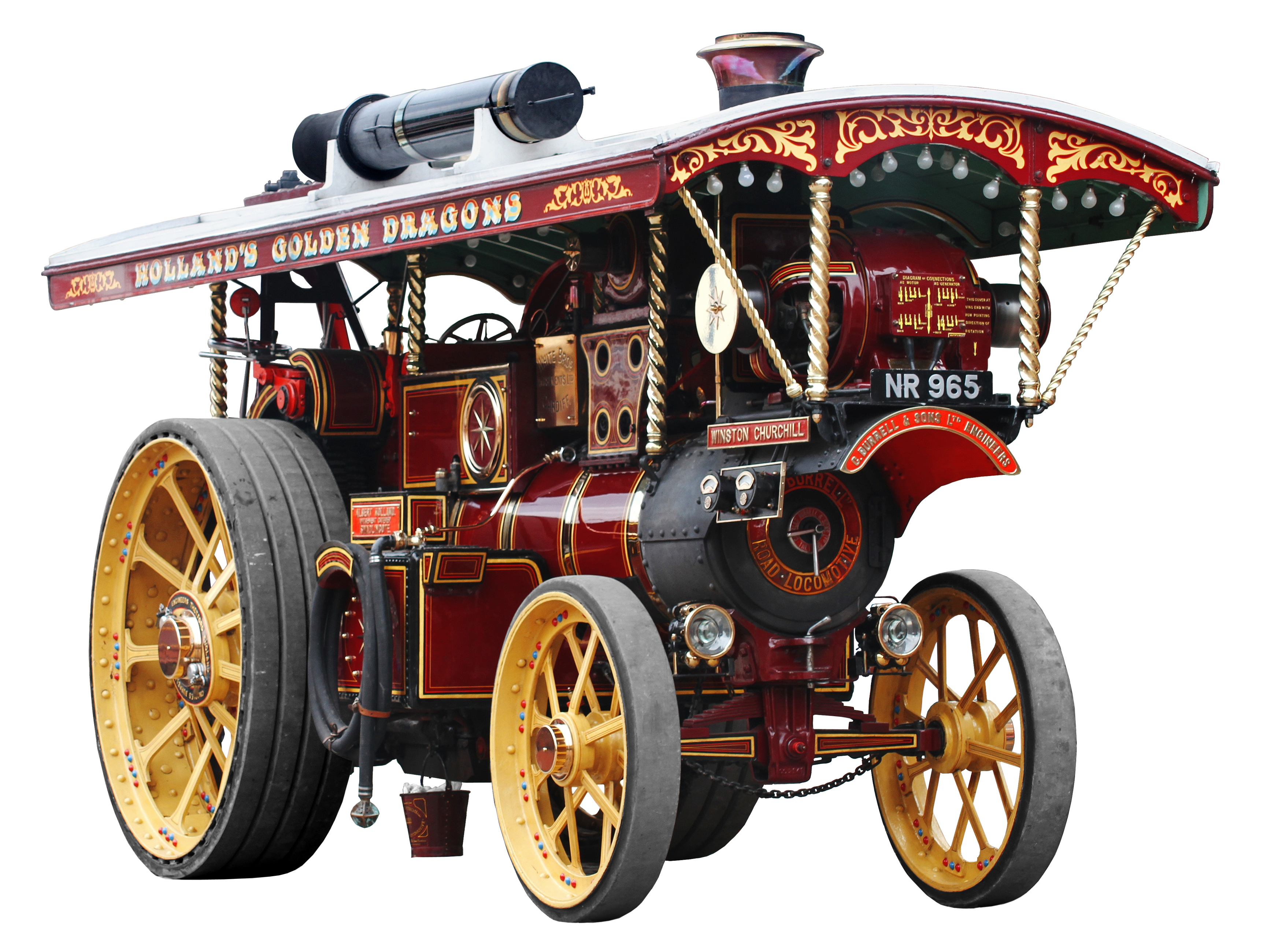
Đầu máy xe lửa chạy bằng hơi nước của Anh

Những chiếc xe chạy bằng hơi nước thử nghiệm đầu tiên được chế tạo vào cuối thế kỷ 18, nhưng mãi đến sau khi Richard Trevithick phát triển việc sử dụng hơi nước áp suất cao, khoảng năm 1800, động cơ hơi nước di động mới trở thành một đề xuất thiết thực. Nửa đầu thế kỷ 19 đã chứng kiến sự tiến bộ lớn trong thiết kế xe hơi, và đến những năm 1850, nó đã trở nên khả thi để sản xuất chúng trên cơ sở thương mại. Tiến trình này đã bị nản chí bởi luật pháp hạn chế hoặc cấm sử dụng phương tiện chạy bằng hơi nước trên đường. Những cải tiến trong công nghệ xe cộ tiếp tục từ những năm 1860 đến những năm 1920. Xe đường hơi đã được sử dụng cho nhiều ứng dụng. Trong thế kỷ 20, sự phát triển nhanh chóng của công nghệ động cơ đốt trong đã dẫn đến sự sụp đổ của động cơ hơi nước như là một nguồn lực đẩy của các phương tiện thương mại, với số lượng còn lại ít được sử dụng sau Chiến tranh thế giới thứ hai. Nhiều trong số những chiếc xe này đã được mua lại bởi những người đam mê để bảo quản, và nhiều ví dụ vẫn còn tồn tại. Vào những năm 1960, các vấn đề ô nhiễm không khí ở California đã nảy sinh một thời gian ngắn quan tâm đến việc phát triển và nghiên cứu các phương tiện chạy bằng hơi nước như một phương tiện khả thi để giảm ô nhiễm. Ngoài sự quan tâm của những người đam mê hơi nước, các xe sao chép công nghệ cũ và công nghệ thử nghiệm, hiện tại không có chiếc xe hơi nào dạng này được sản xuất.

### Động cơ hàng hải

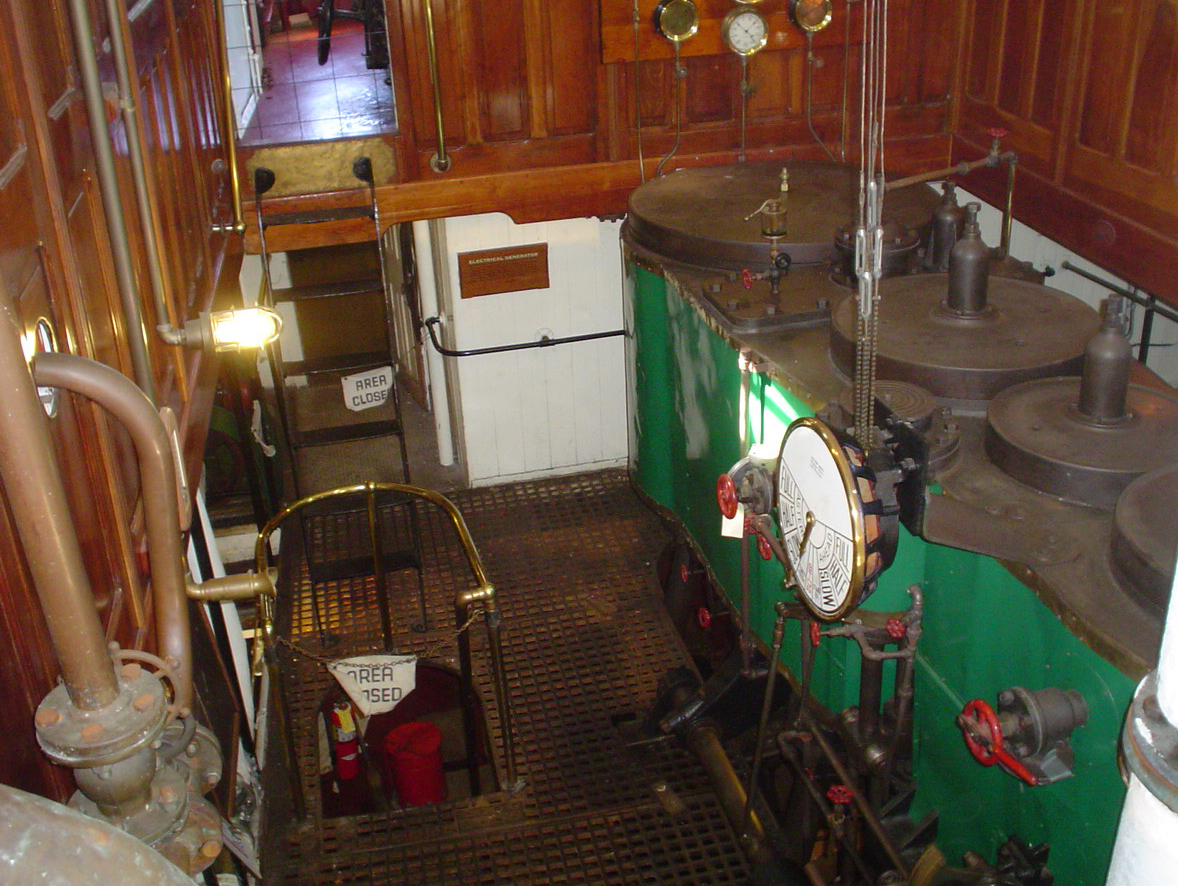
Một động cơ hơi nước hàng hải mở rộng gấp ba trên tàu kéo Hercules năm 1907

Gần cuối thế kỷ 19, động cơ hỗn hợp được sử dụng rộng rãi. Động cơ hỗn hợp hút hết hơi vào các xi lanh lớn hơn liên tiếp để phù hợp với khối lượng cao hơn ở áp suất giảm, mang lại hiệu quả cải thiện. Các giai đoạn này được gọi là mở rộng, với các động cơ mở rộng gấp đôi và gấp ba là phổ biến, đặc biệt là trong vận chuyển trong đó hiệu quả là rất quan trọng để giảm trọng lượng than mang theo. Động cơ hơi nước vẫn là nguồn năng lượng thống trị cho đến đầu thế kỷ 20, khi những tiến bộ trong thiết kế tuabin hơi, động cơ điện và động cơ đốt trong dần dần dẫn đến việc thay thế động cơ hơi nước pittông, với việc vận chuyển trong thế kỷ 20 dựa vào tua bin hơi nước. 

### Đầu máy hơi nước

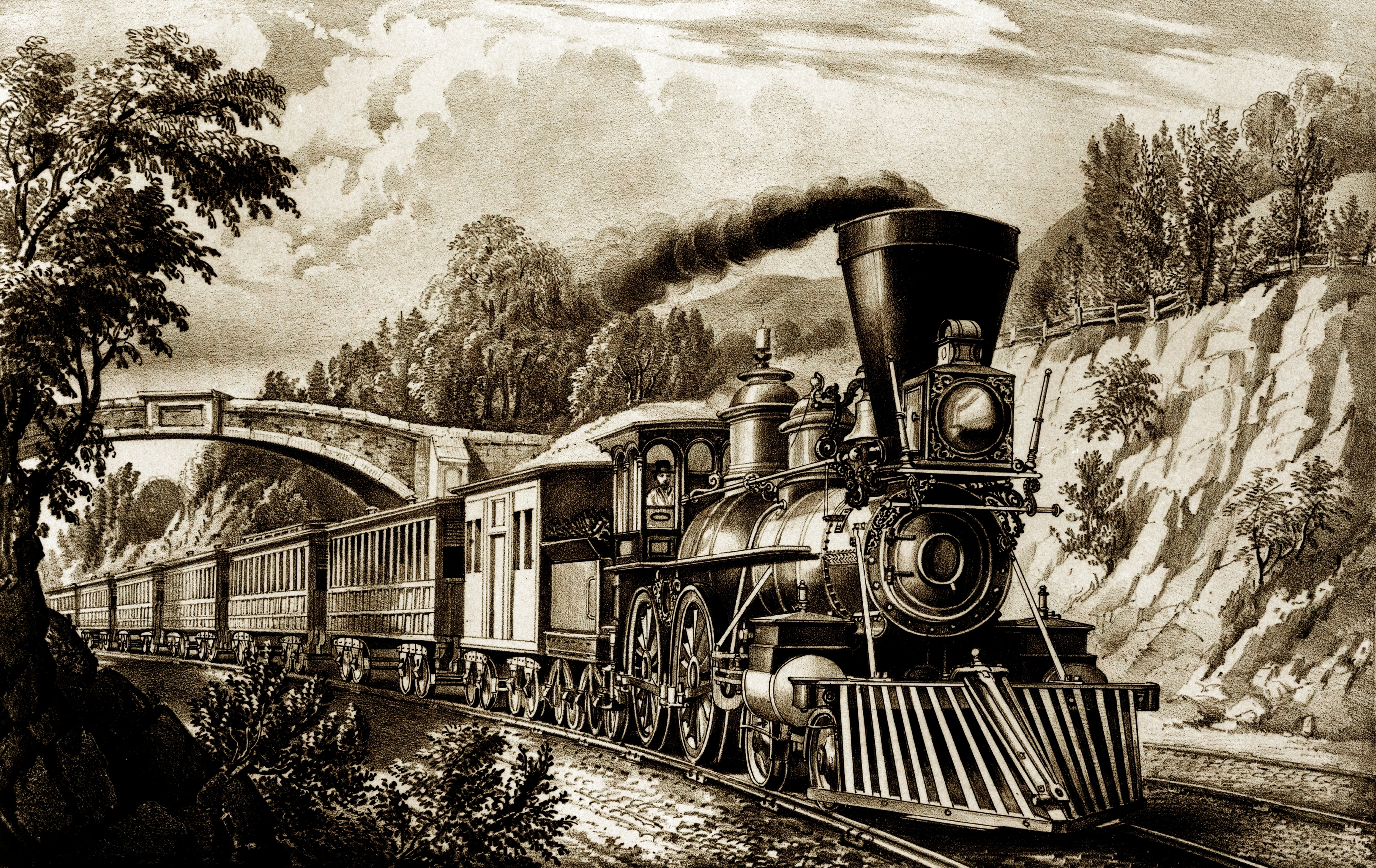
Hình ảnh cổ điển của tàu hơi nước

Khi sự phát triển của động cơ hơi nước phát triển trong suốt thế kỷ 18, nhiều nỗ lực đã được thực hiện để áp dụng chúng vào sử dụng đường bộ và đường sắt. Năm 1784, William Murdoch, một nhà phát minh người Scotland, đã chế tạo một đầu máy xe lửa hơi nước nguyên mẫu. Một mô hình hoạt động ban đầu của đầu máy xe lửa hơi nước được thiết kế và chế tạo bởi nhà tiên phong tàu hơi nước John Fitch ở Hoa Kỳ có lẽ trong những năm 1780 hoặc 1790. Đầu máy hơi nước của anh sử dụng bánh xe có cánh bên trong được dẫn hướng bởi đường ray.
Đầu máy xe lửa hơi nước làm việc quy mô đầy đủ đầu tiên được chế tạo bởi Richard Trevithick ở Vương quốc Anh và vào ngày 21 tháng 2 năm 1804, hành trình đường sắt đầu tiên của thế giới đã diễn ra khi đầu máy hơi nước không tên của Trevithick kéo một chuyến tàu dọc theo đường xe điện từ Pen-y-darren xưởng sắt, gần Merthyr Tydfil đến Abercynon ở miền nam xứ Wales.  Thiết kế kết hợp một số cải tiến quan trọng bao gồm sử dụng hơi nước áp suất cao giúp giảm trọng lượng của động cơ và tăng hiệu quả của nó. Trevithick đã đến thăm khu vực Newcastle sau đó vào năm 1804 và đường sắt xe lửa ở đông bắc nước Anh trở thành trung tâm hàng đầu để thử nghiệm và phát triển đầu máy hơi nước.
Trevithick tiếp tục các thí nghiệm của riêng mình bằng cách sử dụng bộ ba đầu máy xe lửa, kết thúc với Catch Me Who Can vào năm 1808. Chỉ bốn năm sau, đầu máy xe lửa hai xi-lanh thành công Salamanca của Matthew Murray đã được sử dụng bởi giá đỡ cạnh và bánh răng đường sắt Middleton. Năm 1825, George Stephenson đã xây dựng Đầu máy xe lửa cho Đường sắt Stockton và Darlington. Đây là tuyến đường sắt hơi nước công cộng đầu tiên trên thế giới và sau đó vào năm 1829, ông đã xây dựng The Rocket được nhập vào và giành chiến thắng trong các thử nghiệm Rainhill. Đường sắt Liverpool và Manchester khai trương vào năm 1830, sử dụng năng lượng hơi nước độc quyền cho cả tàu chở khách và tàu chở hàng.
Đầu máy xe lửa hơi nước tiếp tục được sản xuất cho đến cuối thế kỷ XX ở những nơi như Trung Quốc và Đông Đức cũ (nơi sản xuất DR Class 52,80).

### Tuabin hơi nước
Sự phát triển lớn cuối cùng của thiết kế động cơ hơi nước là việc sử dụng tua-bin hơi nước bắt đầu từ cuối thế kỷ 19. Tua bin hơi nói chung hiệu quả hơn so với động cơ hơi kiểu pittông (đối với công suất trên vài trăm mã lực), có ít bộ phận chuyển động hơn và cung cấp năng lượng quay trực tiếp thay vì thông qua hệ thống thanh nối hoặc phương tiện tương tự. Tua bin hơi hầu như thay thế động cơ pittông trong các trạm phát điện vào đầu thế kỷ 20, trong đó hiệu quả của chúng, tốc độ cao hơn phù hợp với dịch vụ máy phát điện và quay trơn tru là những lợi thế. Ngày nay hầu hết năng lượng điện được cung cấp bởi tua bin hơi nước. Tại Hoa Kỳ, 90% năng lượng điện được sản xuất theo cách này sử dụng nhiều nguồn nhiệt khác nhau. Tua bin hơi được áp dụng rộng rãi cho lực đẩy của các tàu lớn trong suốt phần lớn thế kỷ 20.

## Cấu tạo động cơ hơi nước
Một động cơ hơi nước cần một nồi hơi súp de để đun nước sôi tạo hơi. Việc giãn nở của hơi tạo một lực đẩy lên piston hay các cánh tuốc bin và chuyển động thẳng được chuyển thành chuyển động quay để quay bánh xe hay truyền động cho các bộ phận cơ khí khác. Một trong những lợi thế của động cơ hơi nước là nó có thể sử dụng bất cứ nguồn nhiệt nào để đun nồi hơi nhưng các loại nguồn nhiệt thông dụng nhất là đun củi, than đá hay dầu hay sử dụng hơi nhiệt năng thu được từ lò phản ứng hạt nhân.
Động cơ hơi nước sở dĩ có thể vận hành được là do dựa vào sức mạnh của hơi nước làm máy hoạt động. Chúng ta lúc thường ngày đều đã từng đun nước sôi, khi nước trong ấm sôi bồng lên, chúng ta liền phát hiện thấy có hơi nước bay ra. Sức mạnh của những hơi nước này là rất lớn, có thể đẩy bật nắp ấm. Nếu như thay đổi một chút, dùng nồi thật to để đun nước, thì sức mạnh của hơi nước càng lớn. Khi nước bắt đầu bốc hơi, nếu chúng ta dẫn nó vào trong lỗ nhỏ, ví dụ như một đường ống, rồi lại để nó bốc hơi lên xung lực của nó sẽ càng mạnh mẽ, đủ để làm cho máy móc vận hành.
Động cơ hơi nước chính là lợi dụng nguyên lý này, cho đến ngày nay, đầu máy hơi nước và máy điện báo vẫn được vận hành bằng hơi nước.